# Miasta Maroka
Według danych oficjalnych pochodzących z 2014 roku w Maroku znajdowało się 6 miast wydzielonych (Casablanca, Fez, Tanger, Marrakesz, Sala, Rabat) oraz 215 gmin miejskich (w tym 6 na terytorium spornym Sahary Zachodniej). Największym miastem z populacją ponad 3 milionów jest Casablanca. Stolica kraju, Rabat, znajduje się na szóstym miejscu pod względem liczby ludności. W 2014 roku były dwa miasta liczące ponad milion mieszkańców, 5 miast z ludnością 500÷1000 tys., 29 miast z ludnością 100÷500 tys., 34 miasta z ludnością 50÷100 tys., 44 miasta z ludnością 25÷50 tys. oraz 108 miast poniżej 25 tys. mieszkańców.

## Największe miasta w Maroku
Największe miasta w Maroku według liczebności mieszkańców na podstawie spisu powszechnego 2014:
| L.p. | Miasto                     | Region                   | Liczba ludności |
| ---- | -------------------------- | ------------------------ | --------------- |
| 1.   | Casablanca (الدار البيضاء) | Casablanca-Sattat        | 3 357 173       |
| 2.   | Fez (فاس)                  | Fez-Meknes               | 1 091 512       |
| 3.   | Tanger (طنجة)              | Tanger-Tetuan-Al-Husajma | 947 952         |
| 4.   | Marrakesz (مراكش)          | Marrakesz-Safi           | 911 990         |
| 5.   | Sala (سلا)                 | Rabat-Sala-Al-Kunajtira  | 890 403         |
| 6.   | Rabat (الرباط)             | Rabat-Sala-Al-Kunajtira  | 573 895         |
| 7.   | Meknes (مكناس)             | Fez-Meknes               | 520 428         |
| 8.   | Wadżda (وجدة)              | Wschodni                 | 494 252         |
| 9.   | Al-Kunajtira (القنيطرة)    | Rabat-Sala-Al-Kunajtira  | 431 282         |
| 10.  | Agadir (أكادير)            | Sus-Massa                | 421 844         |

## Alfabetyczna lista miast w Maroku
(w nawiasie nazwa oryginalna w języku arabskim, czcionką pogrubioną wydzielono miasta powyżej 1 mln)
- Agadir (أكادير)
- Ajn al-Auda, fr. Aïn El Aouda (عين العوداة)
- Ajn Harruda, fr. Aïn Harrouda (ﻋﻴﻦﺣﺮﻭﺩﺓ)
- Ajn Taudżtat, fr. Aïn Taoujdate (عين تاوجطات)
- Ajt Mallul, fr. Aït Melloul (آيت ملول)
- Ajt Warir, fr. Aït Ourir (آيت ورير)
- Al-Ujun Sidi Malluk, fr. El Aïoun Sidi Mellouk (العيون)
- Al-Araisz, fr. Larache (العراءش)
- Al-Arwi, fr. Al Aaroui (العروي)
- Al-Attawija, fr. Lâattaouia (العتاوية)
- Al-Chamisat, fr. Khémisset (الخميسات)
- Al-Dżadida, fr. El Jadida (الجديدة)
- Al-Fakih Bin Salih, fr. Fquih Ben Salah (الفقيه بنصالح)
- Al-Funajdik, fr. Fnideq (الفنيدق)
- Al-Hadżib, fr. El Hajeb (الحاجب)
- Al-Harawijjin, fr. Lahraouyine (الهراويين)
- Al-Husajma, fr. Al Hoceïma (الحسيمة)
- Al-Kalaat as-Saraghna, fr. El Kelaâ des Sraghna (قلعة السراغنة)
- Al-Kasr al-Kabir, fr. Ksar El Kébir (القصر الكبير)
- Al-Muhammadijja, fr. Mohammédia (محمدية)
- Amalu Ighribin, fr. Amalou Ighriben (املو إغربن)
- Arfud, fr. Arfoud (أرفود)
- Ar-Raszidija, fr. Errachidia (الرشيدية)
- Ar-Risani, fr. Moulay Ali Cherif (مولاي عالي الشريف)
- Ar-Risz, fr. Er-Rich (الريش)
- Asila, fr. Asilah (أصيلة)
- As-Sawira, fr. Essaouira (الصويرة)
- Asz-Szamaja, fr. Echemmaia (الشماعية)
- Aurir, fr. Aourir (اورير)
- Azammur, fr. Azemmour (أزمور)
- Azghenghan, fr. Zeghanghane (ازغنغان)
- Azilal, fr. Azilal (أزيلال)
- Azru, fr. Azrou (أزرو)
- Bani Mallal, fr. Béni Mellal (بني ملال)
- Bin Ahmad (بن احمد)
- Bin Dżarir, fr. Ben Guerir (بنجرير)
- Bin Sulajman, fr. Benslimane (بنسليمان)
- Barkan, fr. Berkane (بركان)
- Biwakra, fr. Biougra (بيوكرة)
- Bin Ansar (بن انصار)
- Bu Arafa, fr. Bouarfa (بوعرفة)
- Budżad, fr. Bejaâd (بي الجهد)
- Bu-r-Raszid, fr. Berrechid (برشيد)
- Buznika, fr. Bouznika (بوزنيقة)
- Casablanca (ad-Dar al-Bajda) (الدار البيضاء)
- Chunajfira, fr. Khénifra (خنيفرة)
- Churibka, fr. Khouribga (خريبكة)
- Dimnat, fr. Demnate (دمنات)
- Dszajra al-Dżihadija, fr. Dcheira El Jihadia (الدشيرة الجهادية)
- Dżarada, fr. Jerada (جرادة)
- Dżurf al-Malha, fr. Jorf El Melha (جرف الملحة)
- Fez, fr. Fès (فاس)
- Dżarsif, fr. Guercif (جرسيف)
- Ihddadan, fr. Ihddaden (احدادن)
- Imzuran, fr. Imzouren (إمزورن)
- Inazkan, fr. Inezgane (إنزكان)
- Jusufijja, fr. Youssoufia (اليوسفية)
- Kasabat Tadila (قصبت تادلة)
- Kenitra, fr. Kénitra (القنيطرة)
- Kulmim, fr. Guelmim (كلميم)
- Leklaja, fr. Lqliâa (القليعة)
- Marrakesz, fr. Marrakech (مراكش)
- Martil (مرتيل)
- Maszra Bu-l-Kusajri, fr. Mechra Bel Ksiri (مشرع بلقصيري)
- Al-Madik, fr. M'diq (مضيق)
- Meknes, fr. Meknès (مكناس)
- Midalt (ميدلت)
- Missur, fr. Missour (ميسور)
- Marirt, fr. M'rirt (مريرت)
- Nador (النادور)
- Rabat (الرباط)
- Saba Ajun, fr. Sabaa Aiyoun (سبع عيون)
- Sachirat, fr. Skhirat (الصخيرات)
- Safi (آسفي)
- Sala, fr. Salé (سلا)
- Sattat, fr. Settat (سطات)
- Safru, fr. Séfrou (صفرو)
- Sidi Binnur, fr. Sidi Bennour (سيدي بنور)
- Sidi Ifni (سيدي إفني)
- Sidi Jahja al-Gharb, fr. Sidi Yahya El Gharb (سيدي يحيى الغرب)
- Sidi Kasim, fr. Sidi Kacem (سيدي قاسم)
- Sidi Sulajman asz-Szara, fr. Sidi Slimane Echcharaa (سيدي سليمان الشارة)
- Sidi Sulajman, fr. Sidi Slimane (سيدي سليمان)
- Sidi Taibi (سيدي طيبي)
- Suk al-Arba, fr. Souk El Arbaa (سوق الاربعاء)
- Suk as-Sabt Walad an-Nama, fr. Souk Sebt Oulad Nemma (سوق السبت اولاد النمة)
- Szafszawan, fr. Chefchaouen (شفشاون)
- Tabunt, fr. Tabounte (تبنت)
- Tahla (تاهلة)
- Tanger (طنجة)
- Tantan, fr. Tan-Tan (طانطان)
- Tarudant, fr. Taroudant (تارودانت)
- Taurirt, fr. Taourirt (تاوريرت)
- Taunat, fr. Taounate (تاونات)
- Taza (تازة)
- Tamara, fr. Témara (تمارة)
- Tetuan, fr. Tétouan (تطوان)
- Tiflat, fr. Tiflet (تيفلت)
- Tinghir (تنغير)
- Tiznit (تيزنيت)
- Wadi Zamm, fr. Oued Zem (وادزم)
- Wadżda, fr. Oujda (وجدة)
- Warzazat, fr. Ouarzazate (ورزازات)
- Wazzan, fr. Ouezzane (وزان)
- Wislan, fr. Ouislane (ويسلان)
- Walad Ajad, fr. Oulad Ayad (اولاد عياد)
- Walad Tajma, fr. Oulad Teïma (اولاد تايمة)
- Zakura, fr. Zagora (زاكورة)
- Zaju, fr. Zaïo (زايو)
- Zawija asz-Szajch, fr. Zaouïat Cheikh (زاوية الشيخ)